# Mission Delta 2

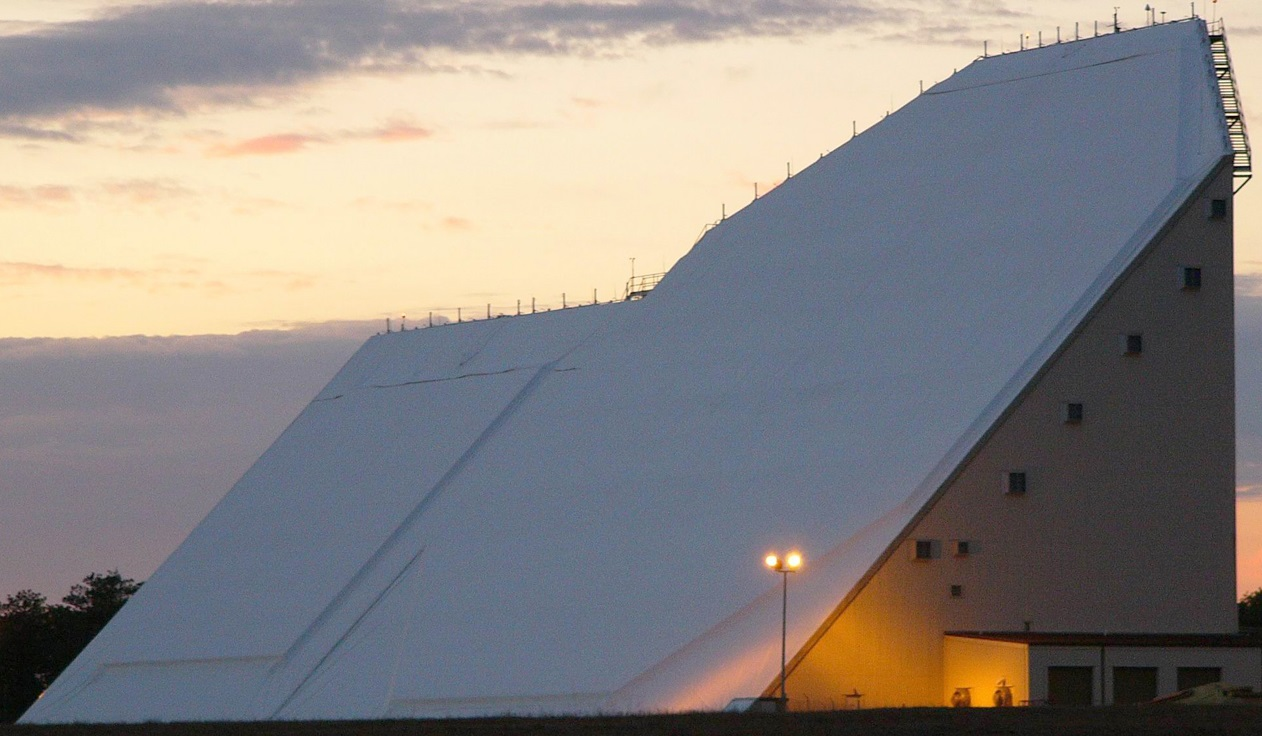
Il radar AN/FPS-85 GEODSS presso la Eglin Air Force Base

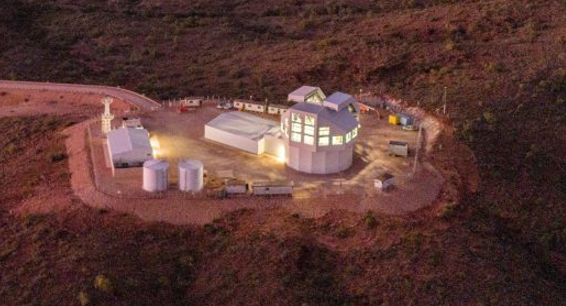
Il telescopio SST presso Exmouth, in Australia

Il Mission Delta 2 è un'unità di operazioni spaziali della United States Space Force, inquadrata nello United States Space Command. Il suo quartier generale è situato presso la Peterson Space Force Base, in Colorado.

## Missione
Il delta prepara e imposta le unità assegnate e aggregate ad eseguire operazioni di Space Domain Awareness (SDA), ovvero l'integrazione di operazioni di spionaggio, sorveglianza e ricognizione (ISR) con osservazioni dello spazio e monitoraggio ambientale per abilitare la gestione del campo di battaglia spaziale e sostenere le relative operazioni a terra.
Il 24 maggio 2020 ha ereditato le attività del 21st Operations Group, 21st Space Wing dell'USAF.

## Organizzazione
Attualmente, al 2024, esso controlla:
- 15th Space Surveillance Squadron - Maui, Hawaii

gestisce il Maui Space Surveillance Complex, Hawaii e i due AN/FPS-85 GEODSS situati a NSF Diego Garcia e White Sands Missile Range, Nuovo Messico.
- 18th Space Defense Squadron - Vandenberg Space Force Base, California - Traccia circa 47.000 oggetti spaziali e gestisce il Satellite Catalog Number.
  - Detachment 1 - Schriever Space Force Base, Colorado
- 19th Space Defense Squadron - NSF Dahlgren, Virginia
- 20th Space Surveillance Squadron - Eglin Air Force Base, Florida

gestisce il Radar AN/FPS-85 GEODSS a Eglin e il radar AN/FSY-3 Space Fence sull'Atollo di Kwajalein, Isole Marshall.
- Space Delta 2 - Operating Location Bravo RAAF Edinburgh, Australia

Serve come unità di collegamento tra il Delta 2 e l'unità di sensori remota (1RSU) situata in Australia. Gestisce il Telescopio SST e il Radar a Banda C AN/FPS-134.
- 2nd Sustainment Squadron
- 62nd Cyberspace Squadron - Peterson Space Force Base, Colorado